# مارتی مانسیکا
مارتی مانسیکا (فنلاندی: Martti Mansikka؛ زادهٔ ۲۵ اکتبر ۱۹۳۳) ژیمناست هنری اهل فنلاند بود.
وی در مسابقات کشوری و بین‌المللی در مجموع برندهٔ ۱ مدال برنز شده‌است.